# Торре-де-Пиченарди
Торре-де'-Пиченарди (итал. Torre de' Picenardi) — коммуна в Италии, располагается в регионе Ломбардия, в провинции Кремона.
Население составляет 1839 человек (2008 г.), плотность населения составляет 108 чел./км². Занимает площадь 17 км². Почтовый индекс — 26038. Телефонный код — 0375.
Покровителем коммуны почитается святитель Амвросий Медиоланский.

## Демография
Динамика населения:

## Администрация коммуны
- Официальный сайт: http://www.comune.torredepicenardi.cr.it/